# Damernas 1 000 meter i hastighetsåkning på skridskor vid olympiska vinterspelen 1988
Damernas 1 000 meter i skridskor vid de olympiska vinterspelen 1988 avgjordes den 26 februari 1988. Loppet vanns av Christa Rothenburger från Östtyskland.
27 skridskoåkare från 17 nationer deltog på distancen.

## Rekord
Gällande världsrekord och olympiska rekord före Vinter-OS 1988:
| Världsrekord     | Karin Kania (GDR) | 1:18,11 | Calgary, Alberta, Kanada | 5 december 1987  |
| Olympiskt rekord | Karin Enke (GDR)  | 1:21,61 | Sarajevo, Jugoslavien    | 13 februari 1984 |

Följande nya världsrekord och olympiska rekord blev satta under tävlingen.
| Datum       | Idrottare            | Nation      | Tid     | OR | VR |
| ----------- | -------------------- | ----------- | ------- | -- | -- |
| 26 februari | Bonnie Blair         | USA         | 1:18,31 | OR |    |
| 26 februari | Karin Kania          | Östtyskland | 1:17,70 | OR | VR |
| 26 februari | Christa Rothenburger | Östtyskland | 1:17,65 | OR | VR |

## Medaljörer
| Gren        | Guld                             | Guld         | Silver                  | Silver  | Brons            | Brons   |
| 1 000 meter | Christa Rothenburger Östtyskland | 1.17,65 (VR) | Karin Kania Östtyskland | 1.17,70 | Bonnie Blair USA | 1.18,31 |

## Resultat
| Placering | Idrottare             | Nation        | Tid     | Tid bakom | Noteringar      |
| --------- | --------------------- | ------------- | ------- | --------- | --------------- |
| 1         | Christa Rothenburger  | Östtyskland   | 1:17,65 | –         | (VR)            |
| 2         | Karin Kania           | Östtyskland   | 1:17,70 | +0,05     |                 |
| 3         | Bonnie Blair          | USA           | 1:18,31 | +0,66     |                 |
| 4         | Andrea Ehrig          | Östtyskland   | 1:19,32 | +1,67     |                 |
| 5         | Seiko Hashimoto       | Japan         | 1:19,75 | +2,10     |                 |
| 6         | Angela Stahnke        | Östtyskland   | 1:20,05 | +2,40     |                 |
| 7         | Leslie Bader          | USA           | 1:21,09 | +3,44     |                 |
| 8         | Katie Class           | USA           | 1:21,11 | +3,45     |                 |
| 9         | Natalie Grenier       | Kanada        | 1:21,15 | +3,49     |                 |
| 10        | Erwina Ryś-Ferens     | Polen         | 1:21,44 | +3,78     |                 |
| 11        | Shoko Fusano          | Japan         | 1:21,47 | +3,81     |                 |
| 12        | Christine Aaftink     | Nederländerna | 1:21,60 | +3,98     |                 |
| 13        | Zofia Tokarczyk       | Polen         | 1:21,80 | +4,15     |                 |
| 14        | Shelley Rhead         | Kanada        | 1:21,84 | +4,19     |                 |
| 15        | Edel Therese Høiseth  | Norge         | 1:21,90 | +4,25     |                 |
| 16        | Emese Hunyady         | Österrike     | 1:22,22 | +4,57     |                 |
| 17        | Yoo Seon-Hee          | Sydkorea      | 1:22,35 | +4,70     |                 |
| 18        | Jelena Iljina         | Sovjetunionen | 1:22,40 | +4,75     |                 |
| 19        | Ariane Loignon        | Kanada        | 1:22,75 | +5,10     |                 |
| 20        | Natalja Glebova       | Sovjetunionen | 1:22,99 | +5,34     |                 |
| 21        | Ingrid Haringa        | Nederländerna | 1:23,15 | +5,50     |                 |
| 22        | Noriko Toda           | Japan         | 1:23,49 | +5,84     |                 |
| 23        | Han Chun-ok           | Nordkorea     | 1:24,26 | +6,61     |                 |
| 24        | Nancy Swider-Peltz    | USA           | 1:24,81 | +7,16     |                 |
| 25        | Marie-Pierre Lamarche | Kanada        | 1:25,18 | +7,53     |                 |
| 26        | Bibija Kerla          | Jugoslavien   | 1:30,89 | +13,24    |                 |
| -         | Song Hwa-Son          | Nordkorea     | -       | –         | Diskvalificerad |